# إريك جان هانوسن
إريك يان هانوسن ، ولد باسم هيرمان شتاينشنايدر (2 يونيو 1889 - 25 مارس 1933)، كان داعية يهوديًا نمساويًا ودجالًا وفنانًا روحانيًا . اشتهر هانوسن في حياته بأنه منوم مغناطيسي ، وعالم نفس ، وعالم باطني ، ومنجم ، وكان نشطًا في جمهورية فايمار بألمانيا وأيضًا في بداية ألمانيا النازية . ويقال أنه قام بتدريب أدولف هتلر على الأداء وتحقيق التأثير الدرامي،  وعلاج هتلر أثناء اكتئابه.

## السنوات المبكرة
على الرغم من أن هانوسن ادعى أنه كان أرستقراطيًا دنماركيًا، إلا أنه كان في الواقع يهوديًا مورافيًا ، وُلد باسم هيرمان (هيرشل حاييم) شتاينشنايدر . 
كان والدا هانوسن يسافران باستمرار عبر النمسا وإيطاليا مع فرق التمثيل والموسيقى، آخذين هانوسن معهما.

## حياة مهنية
في سن العشرين، أصبح هانوسن مراسلًا رئيسيًا لصحيفة دير بليتز  :207تم تجنيده لاحقًا في الجيش أثناء الحرب العالمية الأولى.  :207خلال هذا الوقت، استخدم التخاطر لتسلية القوات الأخرى. في عام 1917، تبنى اسم إريك جان هانوسن، أو في بعض الأحيان إريك فان هانوسن، وانضم إلى السيرك.  :208وسرعان ما كتب كتيبين يتناولان موضوعات تشمل التخاطر والاستبصار وقراءة العقول، والتي وصفها بأنها ممارسات احتيالية.  :208ومع ذلك، فقد تعامل لاحقًا مع هذه الممارسات على أنها حقيقية وادعى أنها تمتلك قدرات خارقة للطبيعة.  :208
قام هانوسن بأداء عرض قراءة العقول والتنويم المغناطيسي في Scala (Berlin) [الإنجليزية] ( Berliner Eispalast [الإنجليزية] سابقًا ) التي دفعته إلى النجومية.  :209في أوج عطائه، استمتع بصحبة النخبة العسكرية ورجال الأعمال في ألمانيا، وأصبح أيضًا قريبًا من أعضاء كتيبة العاصفة ("القمصان البنية"). ويقال إنه كان من مؤيدي النازيين على الرغم من أصوله اليهودية، وهو ما كان سرًا مفتوحًا. تحول هانوسن من اليهودية إلى البروتستانتية من أجل الانضمام إلى الحزب النازي.  كما نشر دعاية معادية للسامية. 
تكثر القصص عن لقاءات بين هانوسن وهتلر، بما في ذلك لقاء قبل وقت قصير من انتخابات نوفمبر 1932، حيث قام هانوسن بتعليم هتلر تقنيات السيطرة على الحشود باستخدام الإيماءات والتوقفات الدرامية. وكان هانوسن أيضًا قريبًا جدًا من مسؤولين نازيين مهمين آخرين، كان يقرضهم المال في كثير من الأحيان، بما في ذلك وولف هاينريش جراف فون هيلدورف ، وكارل إرنست ، وفريدريش فيلهلم أوهست .
قام الدكتور والتر سي. لانجر ، وهو محلل نفسي، بإعداد ملف نفسي لهتلر لصالح مكتب الخدمات الاستراتيجية (OSS) التابع للولايات المتحدة في عام 1943. تضمن الملف الشخصي إشارة إلى هانوسن: "... خلال أوائل عشرينيات القرن العشرين، تلقى هتلر دروسًا منتظمة في الخطابة وعلم نفس الجماهير من رجل يُدعى [هانوسن] ، وكان أيضًا منجمًا ممارسًا وعرافًا. كان شخصًا ذكيًا للغاية، علّم هتلر الكثير عن أهمية تنظيم الاجتماعات لتحقيق أكبر تأثير درامي." 
في عام 1931، اشترى هانوسن شركة طباعة في بريسلاو وبدأ في نشر مجلة غامضة، Hanussen Magazin and Bunte Wochenschau ، وهي صحيفة شعبية نصف شهرية في برلين تضمنت أعمدة فلكية. استخدم عائدات مشاريعه في النشر وعروضه المسرحية لشراء قصر أصبح يُعرف باسم "قصر السحر"، والذي قام بتجديده وتحويله إلى مسرح تفاعلي فاخر لألعاب التنبؤ بالمستقبل . كان الضيوف يجلسون حول طاولة دائرية كبيرة ويضعون راحة أيديهم على الزجاج مع إضاءة الرموز من الأسفل؛ وكانت أضواء الغرفة تُخفض بطريقة تشبه جلسات تحضير الأرواح ؛ وكانت الحيل المختلفة تسلط الضوء على العرض اللفظي الدرامي الذي يقدمه هانوسن للنبوءات للضيوف. لقد تنبأ بأحداث في حياة الأفراد الحاضرين، لكن الجدل نشأ عندما تنبأ بمستقبل ألمانيا. لقد أصبح ناجحًا، وكان مطلوبًا دائمًا في أماكن مختلفة، وكان لديه خادم شخصي يعمل بدوام كامل.
يشير ألفريد نويباور ، مدير أحد فرق سباق السيارات الشهيرة، إلى هانوسن في سيرته الذاتية، " السرعة كانت حياتي" (نُشرت لأول مرة باللغة الإنجليزية في عام 1960). في الفصل المعنون "نبوءة تتحقق"، يصف التنبؤ الذي قدمه هانوسن قبل السباق في AVUS في ألمانيا في مايو 1932. أثناء تواجده في بار روكسي مع السائقين الآخرين، تحدى نويباور هانوسن للتنبؤ بالفائز في سباق اليوم التالي. وبعد بعض "سحب الساق"، كتب هانوسن اسمين على قطعة من الورق، ثم طواها ووضعها في مظروف. تم وضعها تحت حراسة النادل. لقد كانت لديه تعليمات صارمة بأن يتم تركه مغلقًا حتى بعد السباق. أعلن هانوسن: "أحدنا على هذه الطاولة سيفوز غدًا، والآخر سيموت. الاسمان في هذا الظرف". خلال السباق، قُتل السائق جورج كريستيان من لوبكوفيتش ، وفاز مانفريد فون براوتشيتش . ويقول نويباور إنه بعد السباق فتح الظرف ووجد تلك الأسماء بداخله. وبعد عدة أيام، ذكرت إحدى صحف برلين أن هانوسن حث نادي السيارات الألماني على إقناع الأمير لوبكوفيتش بعدم المشاركة في السباق، لكن مسؤولي النادي لم يتخذوا أي إجراء.

### حريق الرايخستاغ والاغتيال
كان التنبؤ بحريق الرايخستاغ ، وهو الحدث الحاسم الذي سمح للمستشار الألماني المعين حديثًا أدولف هتلر بالاستيلاء على السلطة المطلقة في عام 1933، هو الإنجاز الأكثر شهرة الذي حققه هانوسن في مجال الاستبصار .  ومن المحتمل أيضًا أن يكون سوء تقدير استخدام المعلومات الداخلية هو ما أدى إلى وفاته بعد ذلك بوقت قصير.
تم اغتيال هانوسن في 25 مارس 1933،  ربما على يد مجموعة من رجال كتيبة العاصفة ، وتم دفنه على عجل في حقل على مشارف برلين، بالقرب من ستانسدورف. كان منافسًا محتملًا لهرمان جورينج وجوزيف جوبلز على جذب انتباه الزعيم ، الأمر الذي ربما أدى أيضًا إلى اغتياله. تم العثور على جثة هانوسن بعد أكثر من شهر. هناك ادعاءات غير مؤكدة بأنه ربما كان متورطًا في حريق الرايخستاغ، حيث قام بتنويم مارينوس فان دير لوبي ، المتهم بإشعال الحريق المدان، وتوجيهه لارتكاب الفعل.
تم دفن إريك جان هانوسن في Südwestkirchhof، Stahnsdorf، بالقرب من برلين.

## الحياة الشخصية
ولدت ابنة هانوسن، إيريكا فوكس شتاينشنايدر، لزوجته الأولى تيريزا لوكش في عام 1920.

## في الثقافة العامة

### الأفلام
- التنويم المغناطيسي (1919)، بطولة إريك جان هانوسن
- Der rätselhafte Tod (1921)، بطولة إريك جان هانوسن
- هانوسن (1955)، لعبه OW Fischer
- هانوسن (1988)، لعب دوره كلاوس ماريا برانداور ، إخراج إستفان زابو
- لا يقهر (2001)، لعب دوره تيم روث ، وأخرجه فيرنر هرتزوج
- فيلم The Illusionist (2006)، بطل الرواية أيزنهايم، الذي يلعب دوره إدوارد نورتون ، مستوحى بشكل فضفاض من شخصية هانوسن. وهو من أصول يهودية مشابهة، وقد اكتسب شهرته من خلال عرض سحري يجمع بين عناصر الروحانية والتنجيم، وهو نسخة خيالية من عرض هانوسن.
- يتضمن فيلم The King's Man (2021) هانوسن كشخصية يلعبها دانيال برول . [8] [9]

### مسرح
- قصر السحر (2015)، كتبه وأداه نيل توبين

### رواية
- العقل المدبر لهتلر (2016)، رواية "تاريخية بوليسية" كتبها باللغة الإسبانية المؤلف الأوروغواياني جيرفاسيو بوساداس ، وهي مستوحاة بشكل وثيق من السيرة الذاتية الحقيقية لإريك جان هانوسن. [10]

### إشارات أخرى في وسائل الإعلام الشعبية
- في الدراما التلفزيونية اليابانية "ماتريوشكا الضاحكة" (2024)، يتأثر سياسي بشكل كبير بزميلة دراسة سابقة له، والتي أصبحت الآن سكرتيرته. يكتشف أحد المراسلين الذي يحقق معه وجود صلة بين السكرتيرة وهانوسن. [11]

## روابط خارجية
- علم الأنساب لعائلة شتاينشنايدر
- علم الأنساب إريك جان هانوسن
- Salon.com: عراف هتلر
- الموقع الرسمي: قصر السحر (لعب تفاعلي)
- موقع القبر
- Berliner Wochenschau ، صحيفة شعبية نصف شهرية ينشرها إريك جان هانوسن في معهد ليو بايك، نيويورك باللغة الألمانية